# 細川晶生
細川 晶生（ほそかわ　あきお、1972年6月3日 - ）は、千葉県出身のフラメンコ・フュージョン・アコースティックギタリスト、スタジオミュージシャン、作曲家、アレンジャー。ギタープレイはフィンガースタイル・パーカッシブスタイルの技巧系奏法を得意とする。
ジプシー・キングス系の音楽ジャンルを演奏するGipsy Grooveのメンバー。
テノール歌手 秋川雅史のアンサンブルメンバーとして、リサイタルやディナーショーにおいて全国的に活動。さまざまなジャンルとのコラボレーションも精力的にこなす。

## 参加作品
- La Isla Verde 　 2003 　　Gipsy Groove 自主制作
- Ancient Memories  　2004　 （Jaywalkers,プログレッシブ・ジャズ・ロック)　自主制作
- Bienvenido! 　2005 　Gipsy Groove(NRP Record)
- 秋川雅史リサイタル'07東京 　千の風になってDVD　＠青山劇場 　　タクミノート
- 五月の風　　  (Hazuki) 自主制作  ミュージックツリーにてマクセル賞を受賞
- 八月の太陽　　(Hazuki) 自主制作
- Gipsy Duo CARAMELO　　自主制作
- 「能登麻美子　地球NOTE」 　 主題曲『海に、そして宙（そら）に』　 2009　文化放送
- 能登麻美子・松井五郎　　『時のしおり』 　　2009　　文化放送
- La Tierra　　 2010 　　Gipsy Groove(NRP Record)
- El Camino     2012     Gipsy Groove(NRP Record)
- FLAMENCOLOR　　ORQUESTA del VERANO
- アニメ：　ノイタミナ　UN-GO　　　劇中音楽 「光」NARASAKI　　　フジテレビ
- FLAMENCOLOR　VOL2  　ORQUESTA del VERANO
- 『UNITY』　和田多聞　シギリージャ　　時空レコード
- Viajeros   2016     Gipsy Groove

## 参加メディア
テレビ出演
- NHK衛星 「全国バンド自慢コンサート2002」（恵比寿ガーデンホール）にGipsy Grooveで出演
- TBSテレビ BSi『ニュースアカデミー』特別企画、フラメンコ舞踊 おおたわ史絵のギター伴奏・歌で出演
- 『東京国際アニメフェア2009 超！ステーション 戸塚利絵』 文化放送デジタルラジオ 2008～2009
- MXテレビ　2008年末～年始の企画 はなしまなおみwithアンサンブルフレーズにて出演
- NHK総合　土ようマルシェ(2011) フラメンコギター演奏、および平岳大とチュートリアル徳井義実の舞踊伴奏
- テレビ朝日 35周年特別企画 「西村京太郎トラベルミステリー　スーパービュー踊り子連続殺人事件」に演奏・出演・劇中音楽に参加 2012

ラジオ出演
文化放送 ＦＭ渋谷 ＦＭみやこ　など
- 月刊誌「パセオ・フラメンコ」にて16連載